# Bala de cera

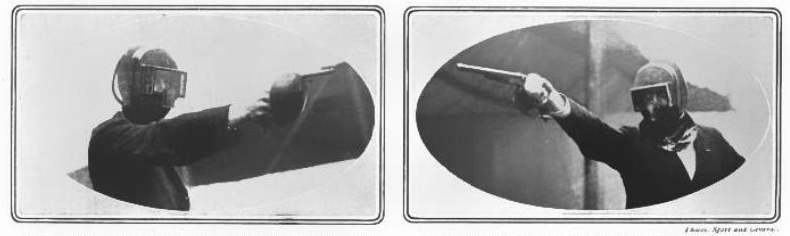
Um duelista, Lebouttellier, protegido contra balas de cera, vencedor do Campeonato Internacional de Revólver.

Uma bala de cera é um projétil não letal feito de material de cera - geralmente cera de parafina ou alguma mistura de ceras e outras substâncias que produzem a consistência desejada - que imita a balística externa, mas não os efeitos terminais de balas reais. Devido ao baixo peso e densidade, as balas de cera são normalmente usadas em um cartucho de fogo central preparado com pouca ou nenhuma pólvora, já que muitas vezes a ignição da espoleta sozinha pode fornecer toda a energia necessária para impulsionar a bala de cera para fora.

## Características
Devido à ausência de propelentes, os cartuchos de bala de cera não fornecem energia de recuo / blowback suficiente para dar um ciclo em armas semiautomáticas, por isso são mais comumente usados em revólveres e outras armas de fogo cicladas manualmente. Cartuchos e kits de conversão especialmente projetados podem ser usados juntos para converter armas de fogo semi / totalmente automáticas em armas de cera, usadas em treinamento tático para policiais e militares.

## Utilização
As balas de cera têm sido usadas por mais de um século em treinamento militar, tiro ao alvo e competições de tiro de confronto, onde o uso de balas metálicas reais seria desnecessariamente perigoso e pouco prático. No passado, as balas de cera também eram usadas por ilusionistas para truques envolvendo armas de fogo, como a captura de bala. Essa prática remonta pelo menos a Jean Eugène Robert-Houdin, que usava balas de cera vazadas coloridas para se assemelhar a bolas de chumbo. Quando colocada sob carga de pólvora, a bala de cera se desintegra ao ser disparada.